# Don Estelle
Don Estelle (22 de mayo de 1933 - 2 de agosto de 2003) fue un actor y cantante inglés, conocido sobre todo por su papel de "Lofty" Sugden en la sitcom It Ain't Half Hot Mum.

## Biografía
Su verdadero nombre era Ronald Edwards, y nació en  Manchester, Inglaterra. Durante la Segunda Guerra Mundial, a los ocho años de edad, fue evacuado a Darwen, para escapar del bombardeo de Manchester. Allí cantó en la iglesia de St Peter y, tras volver a su hogar finalizada la guerra, siguió cantando en la iglesia de St Mary en Crumpsall. Posteriormente se sumó a un grupo caritativo, los Manchester Kentucky Minstrels, con los cuales interpretó "Granada" en 1954 en el show cazatalentos What Makes a Star?, en BBC Radio.
Estelle ganó experiencia como cantante gracias al show The Backyard Kids, que se llevaba a cabo en el Hippodrome de Hulme, en Manchester. Conoció al actor Windsor Davies en 1962 en el Teatro Garrick de Londres, y ambos formaron un número con el cual viajaron varios años por teatros y clubes. Además, Estelle tuvo pequeños papeles en la sitcom Dad's Army (un episodio en 1969 y tres en 1970), hasta conseguir encarnar a "Lofty" Sugden en otra sitcom, It Ain't Half Hot Mum, la cual se emitió por vez primera en enero de 1974 y se mantuvo en antena hasta septiembre de 1981, y en la cual volvió a trabajar con Davies. Al personaje se le llamaba Lofty (elevado) como una ironía de la escasa estatura de Estelle (145 cm).
En otra serie, The League of Gentlemen, tuvo breves actuaciones en dos episodios como Little Don. En 2001 intervino en un episodio de la serie radiofónica Linda Smith's A Brief History of Timewasting.
En su faceta cinematográfica, Estelle actuó en las películas Not Now, Comrade (1976), A Private Function (1984) y Santa Claus: The Movie (1985), en esta última junto a Melvyn Hayes, que también aparecía en It Ain't Half Hot Mum.
Estelle tenía una poderosa voz de tenor, y obtuvo un número 1 en la lista de éxitos UK Singles Chart en 1975 con una versión semi-cómica de la canción "Whispering Grass". Después interpretó una versión de "Paper Doll" que llegó al puesto 41, y un LP que llegó al top 10, Sing Lofty (1976), todos los discos grabados junto a Windsor Davies. Además, Estelle produjo una grabación con Sir Cyril Smith, un CD con seis temas, entre ellos "The Trail of the Lonesome Pine".
Estelle vivió brevemente en Christchurch, Nueva Zelanda, donde pasó incontables horas trabajando con el pianista de jazz/blues Malcolm Bishop. De nuevo en el Reino Unido, Don Estelle falleció en Rochdale, Inglaterra, en 2003, siendo enterrado en el cementerio de dicha población. Había estado casado con Mary Heywood entre 1955 y 1972, y con Elizabeth Amy Brent desde 1974.

## Filmografía (selección)
- 1976 : Not Now, Comrade
- 1984 : A Private Function
- 1985 : Santa Claus: The Movie